# Solomon Mamaloni
Solomon Mamaloni, född 1943, död 11 januari 2001, är en politiker från Solomonöarna. Han var Salomonöarnas chefsminister 28 augusti 1974-14 juli 1976 och efter landets självständighet premiärminister under tre perioder: 31 augusti 1981-19 november 1984, 28 mars 1989-18 juni 1993 samt 7 november 1994-27 augusti 1997.